# A524-es autópálya (Németország)
Az A524-es autópálya (németül: Bundesautobahn 524) egy autópálya Németországban. Hossza 17 km.